# Chijire Glacier
Chijire Glacier är en glaciär i Antarktis. Den ligger i Östantarktis. Norge gör anspråk på området. Chijire Glacier ligger 80 meter över havet.
Terrängen runt Chijire Glacier är kuperad söderut, men norrut är den platt. Havet är nära Chijire Glacier norrut. Trakten är obefolkad. Det finns inga samhällen i närheten. 